# NGC 1859
NGC 1859 (другое обозначение — ESO 85-SC50) — рассеянное скопление в созвездии Золотой Рыбы, расположенное в Большом Магеллановом Облаке. Открыто Джоном Гершелем в 1834 году. Описание Дрейера: «тусклый, маленький объект круглой формы, более яркий в середине, в 6 минутах дуги к северо-востоку расположена звезда 7-й величины». По спектральным характеристикам возраст скопления оценивается в 500 миллионов лет, по диаграмме Герцшпрунга — Рассела — в 120 миллионов лет.
Этот объект входит в число перечисленных в оригинальной редакции «Нового общего каталога».